# La Planète bleue (émission)
Pour les articles homonymes, voir La Planète Bleue.
La Planète Bleue est une émission de radio produite et présentée par Yves Blanc (journaliste, écrivain, producteur et réalisateur français, ancien de France Inter et d'Arte), diffusée depuis le 8 janvier 1995. Avec Le Masque et la Plume, c'est l'une des émissions de radio à la plus grande longévité: La Planète Bleue est diffusée depuis 1995, sans interruption.
L'émission est d'abord diffusée par Radio Nova et Couleur 3, alors station expérimentale de la Radio Suisse Romande, de 1995 à 2017,. En août 2017, les radios suisses Radio Vostok et GRRIF annoncent qu'elles accueilleront sur leurs ondes l'émission de Yves Blanc qui, pour l'occasion, adopte un format mensuel d'une durée de 90 minutes,. Ces radios sont rejointes par les françaises Radio Ellebore et RadioMeuh en 2018, Radio Quetsch, Globule Radio Chamonix et la suisse La Radio du bord de l'eau en 2019.

## Contenu
La Planète bleue s'intéresse à des thèmes touchant à l'environnement, la technologie et la culture. Inspirée à la fois par le magazine Actuel et l’émission Mégamix, La Planète bleue explore des sujets reliés au futur comme la science-fiction, l'extinction des espèces et les nouvelles technologies, tout en présentant une sélection musicale qui se veut différente de celles des autres émissions de radio.

## Format
De 1995 à 2017, le programme est hebdomadaire et dure 60 minutes. Chaque émission propose un tour du monde des musiques novatrices, et une série d'infos axées sur le futur (écologie, recherche, nouvelles technologies), souvent politiques, polémiques, non-alignées[pas clair]. L’émission, d'abord expérimentale, devient peu à peu l'une des plus populaires et les plus podcastées de Couleur 3.
À partir de septembre 2017 (édition n° 946), le programme devient mensuel et dure 90 minutes[source secondaire souhaitée].

## Diffusion à l'étranger
La Planète bleue a été reprise par Radio Nova, Radio-Canada, Radio Monaco et Radio Ellebore. Depuis mars 2009, elle est podcastée sur iTunes. C'est l'une des émissions de radio les plus podcastées dans le monde[réf. nécessaire].
Depuis la rentrée 2017, elle est diffusée sur un réseau libre de radios indépendantes incluant Radio Vostok, GRRIF et Radio Ellebore, puis, en 2019, La Radio du bord de l’eau, Radio Quetsch et Globule Radio.

## Collection «La Planète bleue»
L'émission a donné le jour à la collection de disques du même nom, neuf volumes parus. Chaque disque propose une liste de pièces, dont certaines par des artistes qui refusaient jusqu'alors de participer à des compilations.
- 2001 : La Planète bleue volume 1 (Naïve)
- 2003 : La Planète bleue volume 2 (Pschent), pochette et livret illustrés par Leo
- 2005 : La Planète bleue volume 3 (Label Bleu), pochette et livret illustrés par Cosey
- 2006 : La Planète bleue volume 4 (Label Bleu), pochette et livret illustrés par Marvano
- 2008 : La Planète bleue volume 5 (RSR), pochette et livret illustrés par Moebius
- 2010 : La Planète bleue volume 6 (RSR), pochette et livret illustrés par Bilal
- 2012 : La Planète bleue volume 7 (RTS), pochette et livret illustrés par Malfin
- 2014 : La Planète bleue volume 8 (AV World), pochette et livret illustrés par Caza
- 2017 : La Planète bleue volume 9 (Mental Groove), pochette et livret illustrés par Mathieu Bablet